# Connor Ingram
Connor Brent Ingram, född 31 mars 1997, är en kanadensisk professionell ishockeymålvakt som spelar för Utah Mammoth i National Hockey League (NHL).
Han har tidigare spelat för Nashville Predators, Arizona Coyotes och Utah Hockey Club i NHL; Syracuse Crunch, Milwaukee Admirals, Chicago Wolves och Utah Mammoth i American Hockey League (AHL); IF Björklöven i Hockeyallsvenskan; Adirondack Thunder och Orlando Solar Bears i ECHL samt Kamloops Blazers i Western Hockey League (WHL).
Ingram draftades av Tampa Bay Lightning i tredje rundan i 2016 års draft som 88:e spelare totalt.